# 童小平
童小平（1952年6月—），女，汉族，重庆北碚人，中华人民共和国政治人物，曾任重庆市人民政府副市长，重庆市政协副主席。